# André Gardère
André Gardère (* 8. května 1913 Gérardmer – 16. února 1977 Paříž, Francie) byl francouzský sportovní šermíř, který kombinoval šerm fleretem a šavlí. Bratr Édward Gardère reprezentoval Francii ve sportovním šermu. Francii reprezentoval ve třicátých letech. Na olympijských hrách startoval v roce 1936 v soutěži jednotlivců a družstev v šermu fleretem a šavlí. V roce 1938 obsadil třetí místo na mistrovství světa v soutěži jednotlivců v šermu fleretem. S francouzským družstvem fleretistů vybojoval na olympijských hrách 1936 stříbrnou olympijskou medaili. V roce 1937 vybojoval s družstvem fleretistů druhé místo na mistrovství světa a v roce 1938 vybojoval druhé místo na mistrovství světa s družstvem fleretistů a šavlistů.